# نادر حاج عمر
نادر منهل حاج عمر كاتب فلسطيني من مواليد 1962, بدمشق له عدة مؤلفات وتحصلت روايته مدن الضجر على جائزة كتارا للرواية العربية عن فئة "الروايات المنشورة" 2021.

## إسمه ونشاته
إسمه الكامل نادر منهل حاج عمر، الكاتب الفلسطيني، ولد في دمشق عام 1962 لأبوين هُجرا من قرية أجزم بحيفا، عاش في مخيم اليرموك، حيث ترسّخت جذور حياته الأولى. تجسدت حياته في ظل الواقع الفلسطيني الصعب، إذ كانت عائلته جزءًا من التجربة الفلسطينية المعقدة.
نشأ نادر وسط أجواء مليئة بالتحديات والصراعات، حيث تأثر بالأحداث الهامة في التاريخ الفلسطيني، مما ألهمه لاحقًا في كتابة رواياته. أكمل تعليمه في جامعة دمشق، حاصلاً على شهادة في الهندسة المدنية، ولكنه سرعان ما وجد نفسه جذبه الى عالم الأدب.
مع تفاعله الشخصي مع التحولات السياسية والاجتماعية في فلسطين، أصبحت حياته رحلة من التحديات والتجارب. انتقل إلى ألمانيا لمتابعة دراسته، حيث فتحت له اللغة الألمانية آفاقًا جديدة، وأثرت في تشكيل طيفه الثقافي.
في ظل الشتات والغربة، تحوّلت حياة نادر إلى قصة بحث مستمر عن الهوية والانتماء. بين جذوره الفلسطينية وواقعه في الغربة، وجد نادر نفسه يستخدم الكتابة كوسيلة للتعبير عن تلك التجارب الحياتية المعقدة.
إن مسيرته الأدبية لم تكن مجرد كتابة، بل كانت محاولة لفهم وتوثيق الواقع والماضي الفلسطيني بأسلوبه الخاص. تميزت أعماله بالعمق والحساسية، حيث نجح في نقل روح الحياة والصراع الدائم لشعبه.
استطاع نادر منهل حاج عمر تحويل تجربته الشخصية وتحولات حياته إلى روايات تتناول ق ضايا الهوية والوطن بشكل مؤثر. يبدو أن حياته ونشأته شكلت أساسًا لفهم عميق للإنسان وثقافته، مما أعطى أعماله الأدبية ميزة فريدة وقوة تأثير فريدة.

## تحصيله العلمي
نادر منهل حاج عمر عبّر عن شغفه بالمعرفة منذ سنوات دراسته الأولى. حاز على تعليم هندسي في جامعة دمشق، حيث أتقن فنون الهندسة المدنية. تحمّل هذا التخصص الفني ليس فقط التحديات العلمية، بل كان له أيضًا تأثيرٌ على تفكيره وطريقة تفاعله مع العالم.
تمثل الدراسة في الهندسة تحديًا جديدًا وفرصة لتوسيع آفاقه العقلية. بفضل إلمامه بمفاهيم الهندسة، نما تفكيره بطريقة تحليلية ونظرية، مما أثر إيجابًا على تطويره الشخصي والمهني.
بعد إكماله لدراسته في الهندسة، قرر نادر منهل حاج عمر استكمال رحلته التعليمية في ألمانيا. هناك، قادته دراسته إلى تفاعل أعماقه مع اللغة والثقافة الألمانية، مما أضاف بعدًا ثقافيًا جديدًا إلى حقيبته الشخصية والأدبية.
إن مساره الأكاديمي، رغم تخصصه في الهندسة، لم يكن سببًا لتقييده في إطاره المهني، بل كانت فرصة للتواصل مع آفاق أخرى من المعرفة. إن مسيرته الأكاديمية لها أثر في تشكيل طبيعته البحثية والتفكير النقدي، اللذين تجلىا في كتاباته الأدبية.
تشير مسيرته العلمية إلى اتساع اهتماماته وقدرته على استيعاب تعدد التخصصات. تحولت رحلته الأكاديمية إلى تجربة ثرية أثرت فيه بشكل عام، وكانت محطة أساسية في تطويره ككاتب.

## مؤلفاته وأعماله الأدبية
نادر منهل حاج عمر يظهر ككاتب له مساهمات كثيرة في عالم الأدب، حيث جمع بين تأثيراته الثقافية والتجارب الشخصية ليقدم أعمالًا تتنوع بين الوجدانية والفلسفية. انطلقت كتاباته في مجال الأدب من منطلق شغفه بتسليط الضوء على قضايا إنسانية واجتماعية معاصرة.
من أهم أعماله الأدبية:
1.رحيل: حيث استطاع من خلالها رسم صورة واقعية ومؤثرة لتحديات الهجرة وخيبات الأمل. يقود القارئ في رحلة فريدة تلامس وجع الغربة وتحمل الكثير من الرموز الثقافية والتاريخية.
2.حورية في الجحيم تعتبر كمحط أخرى لفهم عمق تجاربه ورؤيته للعالم. يتناول فيها قضايا معاصرة بطريقة مبتكرة، مع نغمات أدبية تعزز الفهم والتأمل.
3.مدن الضجر تثير قضايا الوطن والحياة والحب بطريقة تكشف عن رؤية أدبية فريدة. يرسم من خلالها ملامح حياة شاب فلسطيني وتحولاته في عوالم متعددة، متأثرة بالسياقات الاجتماعية والثقافية.
4. امرأة من فرح وغياب: يسرد الكاتب قصة امرأة تعيش بين فرح اللحظات الجميلة وغياب اللحظات الصعبة. يتناول الروائي قضايا الحب والفراق، ويسلط الضوء على قوة المرأة في التعامل مع تحديات الحياة.

## جوائزه
نادر منهل حاج عمر حاز على عدة جوائز أدبية محلية وعربية ودولية، منها:
- جائزة كتارا للرواية العربية عن فئة الروايات المنشورة عن رواية "مدن الضجر" (2021)